# 1. Deutsches Motorrollermuseum
Das 1. Deutsche Motorrollermuseum der Familie Krüger befindet sich seit Sommer 2010 in Kaub (Rheinland-Pfalz).

## Geschichte
Das Museum wurde als erstes seiner Art 1979 vom Rüdesheimer Hans Krüger (1933–2003) mit seiner Frau Elisabeth in Kettenbach gegründet. Hans Krüger kaufte seine erste Vespa 1950. Er machte Geländerennen, Straßenrennen, gewann die Deutschland- und Europa-Meisterschaft, war 1988 Gründer und erster Vorsitzender des Vespa Veteranen Clubs Deutschland. Seine Rollersammlung musste öfters umziehen, zuletzt war sie in Aschaffenburg ausgestellt. Als das dortige Automuseum schloss, mussten die Roller wieder eingelagert werden. Seit Mai/Juli 2010 hat es nun eine neue Bleibe auf mehreren Etagen eines ehemaligen Kindergartens in Kaub. Dort kann die Familie das Museum nach dem Tod des Gründers weiterführen.

## Sammlung
Die Sammlung hat einen Schwerpunkt bei Vespa, aber das ganze Spektrum ist vertreten: Maico, Heinkel oder Moto Guzzi. Besondere Sehenswürdigkeiten sind ein sehr niedriger Motorroller der englischen Fallschirmtruppen von 1943 und ein indisches Modell namens Bajaj Chetak. Insgesamt werden 120 Roller präsentiert, weitere 60 stehen im Magazin. Über das Museum können auch Ersatzteile für Oldtimer bezogen werden.